# ويس ستودي
ويس ستودي (بالإنجليزية: Wes Studi)‏ مواليد 17 ديسمبر 1947 في تاهليكوا، هو ممثل أمريكي بدأ مسيرته الفنية عام 1988. قدم أفضل دور له في فيلم آخر الموهيكان والذي ادى فيه دور المتوحش امام دانيال داي لويس.

## الأعمال
- الرقص مع الذئاب
- آخر الموهيكان
- قتال الشوارع
- حرارة
- العالم الجديد
- أفاتار
- ذا منتاليست
- السكر
- مليون طريقة للموت في الغرب
- طائرات: حرائق وإنقاذ

## وصلات خارجية
- الموقع الرسمي
- ويس ستودي على موقع IMDb (الإنجليزية)
- ويس ستودي على موقع روتن توميتوز (الإنجليزية)
- ويس ستودي على موقع ألو سيني (الفرنسية)
- ويس ستودي على موقع ميوزك برينز (الإنجليزية)
- ويس ستودي على موقع تيرنر كلاسيك موفيز (الإنجليزية)
- ويس ستودي على موقع أول موفي (الإنجليزية)
- ويس ستودي على موقع قاعدة بيانات الأفلام السويدية (السويدية)
- ويس ستودي على موقع إن إن دي بي (الإنجليزية)
- ويس ستودي على موقع قاعدة بيانات الفيلم (الإنجليزية)
- ويس ستودي على موقع كينوبويسك (الروسية)